# La campana de vidre
La campana de vidre (títol original en anglés: The Bell Jar) és l'única novel·la escrita per la poeta nord-americana Sylvia Plath. Es publicà el 1963 al Regne Unit amb el pseudònim de «Victoria Lucas» i el 1967 amb el nom real de l'autora. Als Estats Units apareix per primera vegada el 1971, seguint els desigs del marit de Plath, Ted Hughes, i de sa mare. És una novel·la mig autobiogràfica, en què els noms de persones i llocs s'han canviat. Se la sol considerar també com un roman à clef, en què el descens del protagonista a una malaltia mental recorda el de la mateixa autora en el que sembla un trastorn bipolar o depressió. Plath es va suïcidar un mes després que la novel·la es publicara al Regne Unit.
Hi ha una traducció al català.

## Resum
Dels afores de Boston cap a Nova York: Esther Greenwood, una jove de 19 anys hi arriba l'estiu de 1953. Figura entre dotze guanyadores d'un concurs literari d'una revista de moda: hi assisteix com a oïdora en la redacció i l'afarten de regals publicitaris. Aviat l'aparença enganyosa se li desvela: en un banquet, s'intoxica en servir-se carn de cranc que està ben decorat, però mig podrit.
A la ciutat de Nova York, l'èxit escolar de l'ambiciosa Esther va desapareixent. La seua cap, Jay Cee, l'esbronca diverses vegades per la seua falta d'esforç. Esther es troba entre dues companyes, l'elegant Doreen i la virtuosa Betsy. Però no aconsegueix reanimar la seua ambició antiga ni assaborir l'estada a Nova York, o deixar-se endur per diversions i aventures com Doreen. Les relacions amoroses d'Esther la desencisen: o els homes són massa petits com Frankie, estan farts d'aventures com l'intèrpret Constantin o són misògins com el peruà Marco, que quasi acaba violant-la. Tampoc, quan el seu amic de la infantesa Buddy Willard, que pateix tuberculosi, vol casar-se amb ella, Esther no s'hi consola. A més d'haver sabut les seues bastes experiències sexuals, Esther sol titllar-lo de ‘beat’ per distracció. I l'asseveració de Buddy que els poemes no són més que pols, li dol tant a Esther que un any després segueix meditant sobre com respondre-li.
Esther compara la seua situació amb una figuera ramificada, molt atractiva per les seues futures fruites riques. Però no se'n decideix per una, perquè cada decisió implica excloure'n les altres. Durant la seua darrera nit, Esther s'acomiada de Nova York tirant la seua roba per la finestra i escampant-la amb el vent.
De tornada a casa amb sa mare, els projectes d'Esther per a les vacances d'estiu s'esfumen. No l'accepten com a futura escriptora. Sa mare insisteix a ensenyar-li taquigrafia, però Esther no vol ser taquígrafa de cap manera. Fracassa en intentar escriure una novel·la. Des que ha tornat de Nova York, no ha pogut dormir.
Seguint el consell d'una amiga, Esther acaba en el consultori del psiquiatre Dr. Gordon. Per un tractament incorrecte d'electroxoc, Esther queda tan ferida i traumatitzada que prefereix suïcidar-se abans que aguantar aquesta tortura una altra volta. No para de pensar en diferents mètodes de suïcidi. Però no pot fer-ho. Quan visitar per primera vegada la tomba del seu pare s'adona que mai ha tornat a ser feliç des de la seua defunció, quan ella tenia nou anys. En plorar per la mort de son pare per primera vegada, se li ocorre un mètode segur de suïcidar-se: s'amaga al soterrani de sa casa i s'empassa una sobredosi de somnífers.
Esther sobreviu al seu intent, i la porten a la unitat psiquiàtrica de la clínica local. A ella li sembla com si l'hagueren tancat en una campana de vidre sense aire ni espai. Philomena Guinea, una escriptora que coneix el cas d'Esther, fa que la internen en un lloc més acollidor. A la clínica privada per primera volta l'atén una dona, la doctora Nolan, que arriba a guanyar-se la seua confiança. Esther s'alegra que la doctora prohibisca a sa mare visitar-la. També la doctora dona a Esther molta més llibertat, com la contracepció. Per això, la situació d'Esther es va alleujant i li proporciona la sensació que entra aire fresc a la campana de vidre.
A la clínica arriba Joan Gilling, companya i exparella de Buddy Willard, que després de llegir en els diaris sobre l'intent de suïcidi d'Esther decideix suïcidar-se ella també. Les relacions d'ambdues alternen entre amistat i rivalitat. A Joan, li permeten abandonar la clínica, mentre que Esther torna a un estat poc prometedor. Però Joan mor més tard en un altre intent de suïcidi. De llavors ençà Esther comença a enterrar les seues ombres al costat del cadàver de la seua amiga. Quan Esther està al punt de ser acomiadada de la clínica, ho sent com un renaixement. Malgrat els dubtes que la campana torne a tancar-la una altra volta, anhela tornar a viure. La novel·la acaba amb una escena en què Esther està entrant a la cambra en què els doctors han deliberat sobre el seu comiat.